# ستيف ستون (لاعب كرة قاعدة)
ستيف ستون (بالإنجليزية: Steve Stone)‏ هو لاعب كرة قاعدة أمريكي، ولد في 14 يوليو 1947 في ساوث إوكليد في الولايات المتحدة.

## وصلات خارجية
- ستيف ستون على موقعبيزبول رفرنس.كوم (الدوري الرئيسي) (الإنجليزية)
- ستيف ستون على موقعبيزبول رفرنس.كوم (الدوري الثانوي) (الإنجليزية)
- ستيف ستون على موقع مشجعي الرسوم البيانية (الإنجليزية)